# روكيتا تانارو
روكيتا تانارو (بالإيطالية: Rocchetta Tanaro)‏ هي بلدة وبلدية في مقاطعة أستي في إقليم بييمونتي في جنوب إيطاليا.

## السكان
في سنة 1861 بلغ عدد السكان 3٬263 نسمة، وتطور العدد ليصل في سنة 2011 لـ 1٬437 نسمة.
يظهر هذا المخطط البياني تطور النمو السكاني لـ روكيتا تانارو